# Afromysis dentisinus
Afromysis dentisinus är en kräftdjursart som beskrevs av Pillai 1957. Afromysis dentisinus ingår i släktet Afromysis och familjen Mysidae. Inga underarter finns listade i Catalogue of Life.